# Maksym Bilyj (calciatore 1990)
Maksym Ihorovyč Bilyj (in ucraino Максим Ігорович Білий?; Vasylkivka, 21 giugno 1990) è un ex calciatore ucraino, di ruolo difensore.

## Carriera

### Club
Il 1º luglio 2015 viene acquistato dall'Hajduk Spalato.

### Nazionale
Ha giocato nelle nazionali giovanili ucraini Under-19 ed Under-21.
Nel 2009 ha vinto gli Europei Under-19.

## Palmarès

### Nazionale
- Campionato europeo di calcio Under-19: 1

2009